# 腎上腺皮質

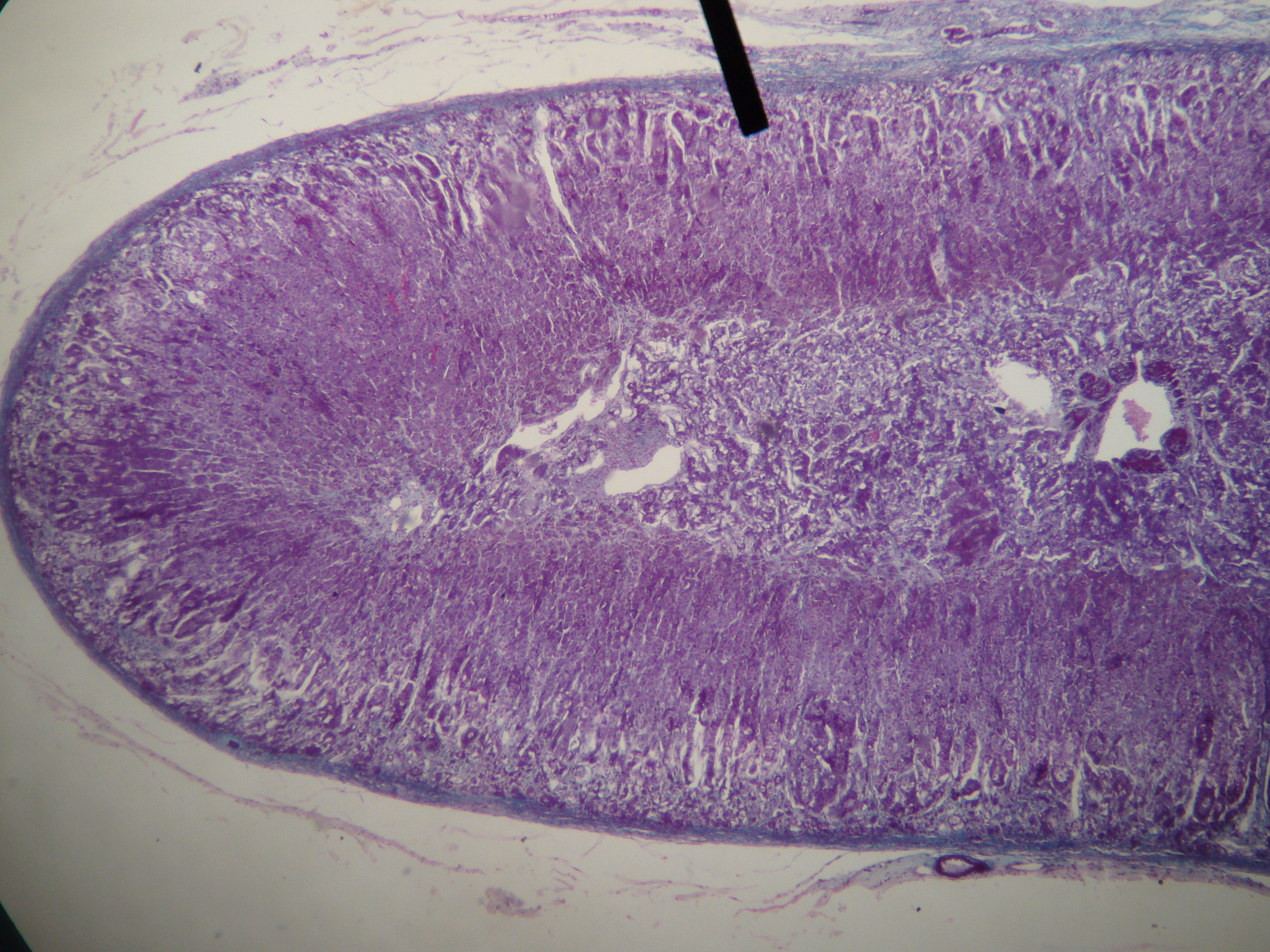
腎上腺的皮質部分（箭头所指）

腎上腺皮質是沿腎上腺周围的部分。腎上腺皮質通过产生盐皮质激素和糖皮质激素（包括醛固酮和皮質醇）介导应急反应。腎上腺皮質也是雄激素的第二合成位点。